# Manubelon
Manubelon is een bestuurslaag in het regentschap Kupang van de provincie Oost-Nusa Tenggara, Indonesië. Manubelon telt 2349 inwoners (volkstelling 2010).